# Una furtiva lagrima
Una furtiva lagrima è un'aria dell'opera L'elisir d'amore, di Gaetano Donizetti.
È cantata da Nemorino nell'ottava scena del secondo atto, quando si accorge di una lacrima spuntata dagli occhi dell'amata Adina, e capisce di essere ricambiato: la donna si mostra gelosa che il giovane attragga le ragazze del paese, che in realtà lo corteggiano solo per l'eredità appena ricevuta, mentre Nemorino è convinto sia merito dell'"elisir d'amore" vendutogli da Dulcamara (in realtà soltanto una bottiglia di Bordeaux).
L'aria è introdotta da un'arpa seguita poco dopo da un fagotto, che fornisce una sfumatura malinconica a tutta la melodia.
Il primo tenore a cantarla è stato Giovan Battista Genero nel 1832. 

## Libretto
Una furtiva lagrima

negli occhi suoi spuntò:

Quelle festose giovani

invidiar sembrò.

Che più cercando io vò?

M'ama! Sì, m'ama, lo vedo. 

Un solo istante i palpiti

del suo bel cor sentir!

I miei sospir, confondere

per poco a' suoi sospir!

I palpiti, i palpiti sentir

confondere i miei co'suoi sospir!

Cielo! Si può morir!

Di più non chiedo, non chiedo.

Ah, cielo! Si può morir d'amor.

## Curiosità
- La registrazione dell'aria cantata da Enrico Caruso è stata introdotta come leitmotiv nel film Match Point del 2005 con Jonathan Rhys-Meyers e Scarlett Johansson e Matthew Goode diretto da Woody Allen.
- Quest'aria è compresa nella colonna sonora del film indipendente del 2008 Two Lovers diretto da James Gray con Joaquin Phoenix e Gwyneth Paltrow, ed è cantata in un altro film del 2003 con Joaquin Phoenix: It's All About Love diretto da Thomas Vinterberg.
- Quest'aria viene intonata in una scena del film L'onore dei Prizzi (1985) di John Huston.
- Leit motiv in Partitura incompiuta per pianola meccanica di Nikita Mikhalkov.
- In Mamma Roma film del 1962 di Pier Paolo Pasolini, un gruppo di giovani perditempo di strada cantano quest'aria a Ettore, figlio di Mamma Roma (Anna Magnani), prostituta romana.
- Quest'aria è cantata due volte all'interno della colonna sonora del film The Killer Inside Me del 2010 di Michael Winterbottom: la prima volta quando Lou Ford (Casey Affleck) pensa a Joyce Lakeland (Jessica Alba), la prostituta che ridurrà in coma massacrandola di pugni; nelle sequenze finali quest'aria viene cantata una seconda volta, quando Lou Ford innaffia la sua casa e sé medesimo di benzina e quindi colpisce con un coltello in un abbraccio mortale Joyce Lakeland sopravvissuta al coma.
- È presente nel sesto episodio (Il cosmonauta) della seconda stagione della serie televisiva statunitense Fringe.
- Il personaggio Jake Fratelli, interpretato da Robert Davi, canta l'incipit della romanza all'interno del film I Goonies del 1985.
- Nella versione cantata da Roberto Alagna, viene riprodotta nel film Sogno di una notte di mezza estate di Michael Hoffman
- È impiegata per musicare le scene più drammatiche nella serie di OAV Giant Robot: Il giorno in cui la Terra si fermò.
- È presente nella decima puntata della prima stagione della serie televisiva Wayward Pines.
- È presente nella settima puntata della quinta stagione de L'onore e il rispetto, quando il ministro Cusano si uccide con una pistola accanto al cadavere della moglie Chantal.
- È stata interpretata da Ignazio Boschetto  de Il Volo in occasione del Tributo ai tre Tenori, evento che ha avuto luogo nel luglio 2016 a Santa Croce, Firenze, ed è stato inserito nell'album "Notte Magica" del gruppo.
- L'aria fa da sfondo alla reciproca, inespressa dichiarazione (ossimoro d'uopo) dell'amore di Newland per Ellen, nel film di Martin Scorsese L'età dell'innocenza: è Ellen a porre la domanda a Newland, entrambi a teatro, spettatori dell'opera di Donizetti, «Pensate che l'indomani il suo amante le invierà delle rose gialle?», proprio come lui aveva fatto quella settimana, ottenendo come risposta: «Io... Mi stavo chiedendo la stessa cosa». Le rose gialle simboleggiano gelosia, costituendo in ciò – ma non solo – un "fil rouge" fra le due storie.